# Verwandtschaftssystem
Durch Verwandtschaftssysteme werden blutsverwandtschaftliche und Heiratsbeziehungen zwischen Menschen einer gegebenen Kultur definiert und organisiert. Unter dem Begriff „System“ werden sowohl die Verwandtschaftsgruppe als auch ihre Klassifizierung durch die Ethnologie zusammengefasst.

## Beschreibung
In allen Kulturen hat das Verwandtschaftssystem eine wichtige Funktion in Bezug auf die Sozialisation, die Erbschaftsregelung sowie die Sukzession, d. h. die Übertragung der sozialen Stellung (Status) an die nächste Generation. So wird über die Verwandtschaft die gesellschaftliche Kontinuität gewährleistet.
Daneben ist die Verwandtschaft in den meisten Gesellschaften ein unzerstörbares soziales Netzwerk mit entsprechenden wirtschaftlichen Verpflichtungen der Mitglieder einer Verwandtschaftsgruppe untereinander. Die Zugehörigkeit zu einer bestimmten Verwandtschaftsgruppe wirkt sich außerdem oft auf die mögliche Partnerwahl der Individuen aus (siehe auch Heiratsregeln).
In nicht-industriellen Gesellschaften ist die Verwandtschaft die wichtigste gesellschaftliche Organisationsform. In der postindustriellen Gesellschaft hingegen nehmen andere Zugehörigkeitsgruppen (Klasse etc.) oft eine ebenso wichtige Funktion ein.
Verwandtschaftssysteme werden in der Ethnologie auf verschiedene Weise beurteilt und eingeteilt.

## Verwandtschaftssysteme nach Bezeichnungen
Je nach (ethnischer) Gesellschaft können die verwendeten Bezeichnungen für Verwandte und ihre Beziehungen untereinander sehr verschieden sein. Grundsätzlich wird nach folgenden Merkmalen unterschieden, wobei einige Gesellschaften alle, andere nur einige dieser Merkmale verwenden:
- Generation
- relatives Alter
- direkte oder indirekte Abstammung von einem gemeinsamen Vorfahren (Stammmutter oder Stammvater)
- Geschlecht (des Verwandten oder auch eigenes Geschlecht) und das Geschlecht der/des verbindenden Verwandten
- Blutsverwandtschaft oder „angeheiratete“ Verwandtschaft (juristisch: Schwägerschaft)
bei Blutsverwandten: lineare oder kollaterale Verwandtschaft, patrilaterale oder matrilaterale Verwandtschaft
- Polarität: zwei Verwandte bezeichnen sich gegenseitig unterschiedlich – bei nichtpolaren Systemen wird für „Großvater“ dieselbe Bezeichnung wie für „Enkel“ verwendet (siehe Beispiel für Verwandtschaftsbezeichnungen in Moieties)

## Verwandtschaftssysteme nach Abstammung
Verwandtschaftssysteme nach der Deszendenz sind für viele Gesellschaften die wichtigste soziale Zugehörigkeitsgruppe. Es werden zwei grundlegende Formen unterschieden: unilineare und bilateral-kognatische Abstammungsregeln.

### Unilineare Abstammung
Bei unilinearen Verwandtschaftssystemen wird die Zugehörigkeit eines Individuums („Ego“) zu einer Abstammungsgruppe (Lineage, Clan, Stamm) entweder durch den Vater oder durch die Mutter übertragen und vererbt; daneben gibt es Abstammungsregeln, bei denen beide Linien in unterschiedlichen Zusammenhängen zur Geltung kommen.
- Bei der patrilinearen (lateinisch für „in der Linie des Vaters“) Regelung wird die Zugehörigkeit des Individuums zu einer Verwandtschaftsgruppe nach der männlichen Abstammung (Vater, Großvater, gemeinsamer Urahn) gerechnet. Kinder gehören in diesem System zur Stammlinie des Vaters. Die Kinder des Sohnes ebenfalls, nicht aber die Kinder der Tochter – diese werden zur Linie ihres Ehemannes gerechnet. Patrilinearität findet sich bei rund der Hälfte der weltweit 1300 indigenen Völker und Ethnien. Fast alle patri-linearen Verwandtschaftssysteme folgen einer patri-lokalen Wohnsitzregelung nach der Heirat, die Ehefrau muss zum Mann oder seiner Familie ziehen, meist verbunden mit der sexuellen und wirtschaftlichen Kontrolle des Mannes über seine Ehefrau(en).
- Bei der matrilinearen (lateinisch für „in der Linie der Mutter“) Regelung werden Kinder zur Linie der Mutter und deren Mutter gerechnet. Dazu gehören die Kinder der Tochter, nicht aber die Kinder des Sohnes – diese werden der Linie ihrer biologischen Mutter zugerechnet, nicht der ihres Vaters. Rund 13 % der weltweit 1300 Ethnien folgen der matrilinearen Abstammungsregel, ein Drittel von ihnen folgt einer matri-lokalen Wohnsitzregelung nach der Heirat: Der Ehemann zieht zur Ehefrau oder ihrer Familie. In vielen matrilinearen Systemen übernimmt der Mutterbruder (Oheim) für die Kinder seiner Schwester die soziale Vaterschaft mitsamt den damit verbundenen Rechten und Verpflichtungen (siehe Avunkulat).
- Bei der bilinearen (doppelten) Regelung übernimmt das Kind die Linie des Vaters und die Linie der Mutter, aber in unterschiedlichen sozialen Zusammenhängen. Bilineare Abstammung setzt sich aus Patri- und Matrilinearität zusammen und lässt jeweils unterschiedliche Gruppenzugehörigkeiten entstehen (siehe Moiety). Rund 4 % der weltweiten Ethnien folgen dieser Abstammungsregel. Auch in großen Teilen des europäischen Judentums wird die Zugehörigkeit zum Judentum über die Mütterlinie vermittelt, die Zugehörigkeit zur Einzelfamilie aber über die Väterlinie.
- Bei der ambilinearen (lateinisch für „von beiden Seiten“) Regelung kann das Kind eines Ehepaares frei wählen, ob es sich auf seine Mutter mit ihrer Linie oder auf seinen Vater mit seiner Linie beziehen will. Dadurch können gemischte Generationenabfolgen zustande kommen wie Vater–Mutter–Mutter–Vater, entsprechend der persönlichen Vorliebe des Kindes oder ausgerichtet am relativen Reichtum und Einfluss der jeweiligen Elternfamilien. Nach der Wahl übernimmt das Kind die komplette bisherige (gemischte) Linie des Elternteils, diese kann nicht nachträglich verändert werden. Das Kind bezieht sich also auf nur eine Linie (unilinear), die aber generationsweise aus einer Mutter oder einem Vater aufgebaut ist. Rund 4 % der weltweiten Ethnien folgen dieser Abstammungsregel.
- Bei der parallelen Regelung werden zwei geschlechtlich getrennte Linien geführt: Der Vater überträgt seine Linie und soziale Position auf die Söhne, die Mutter überträgt ihre matrilineare Linie und Position auf die Töchter. Jedes Kind bezieht sich dadurch auf nur eine Vorfahrenlinie: Töchter auf die ihrer Mutter, Söhne auf die ihres Vaters. Nur 1 % der weltweiten Ethnien folgen dieser Abstammungsregel.

### Bilaterale, kognatische Abstammung
Bei der bilateralen (lateinisch für „beidseitig“) oder kognatischen („mitgeboren“) Abstammungsregel sind beide Geschlechter für die Herleitung der Abstammung eines Individuums („Egos“) von gleicher Bedeutung: Mütter und Väter. Ein Mensch gilt als Nachkomme all seiner Vorfahren, ohne Hervorhebung einer der beiden Linien. So werden alle acht Urgroßeltern als Vorfahren und Teil der eigenen Abstammungsgruppe angesehen, Kinder gehören immer zu den beiden Familien ihrer Eltern und die Vererbung läuft gleichberechtigt über beide Linien. Die gleichwertige Zuordnung zu den Vorfahren beider Eltern führt dazu, dass nicht sehr viele Generationen erinnert werden können, außerdem wird die Anzahl der Verwandten sehr groß. Das hat zur Folge, dass zwar die Angehörigen der Eltern-, Großeltern- und vielleicht Urgroßeltern-Generation bekannt sind, aber im Unterschied zu unilinearen Gesellschaften werden selten mehr als fünf Generationen eines Stammbaums namentlich erinnert. Kognatische Verwandtschaftssysteme finden sich bei sozialen Gruppen und Gesellschaften, deren sozialer Zusammenhalt nicht hauptsächlich auf einem Verwandtschaftsnetz oder auf dauerhaften Verwandtschaftsgruppen aufbaut, wie auch in den modernen Gesellschaften, in denen die kindzentrierte Kernfamilie die kleinste soziale Gruppe bildet. Die Verbreitung der bilateralen Abstammungsregel bei den weltweit 1300 indigenen Völkern und Ethnien beträgt 28 Prozent.

## Sechs Verwandtschaftssysteme nach Murdock
Die folgenden 6 Unterteilungen hat der Forscher George P. Murdock entwickelt.

### Irokesensystem
Unterscheidet nach Geschlecht und Generation. Geschwister desselben Geschlechts der Eltern heißen ebenfalls Vater oder Mutter und gelten als Blutsverwandte, Geschwister anderen Geschlechts jedoch Onkel bzw. Tante. Die Schwester der Mutter wird also ebenfalls „Mutter“ genannt, der Bruder der Mutter jedoch „Onkel“. Ebenso ist der Bruder des Vaters ebenfalls „Vater“, die Schwester jedoch „Tante“. Demzufolge werden auch die Kinder der Geschwister der Eltern verschieden behandelt. Während z. B. das Kind der Schwester der Mutter als blutsverwandt betrachtet wird, ist das Kind des Bruders der Mutter nicht blutsverwandt. Blutsverwandte dürfen nicht geheiratet werden, nicht blutsverwandte Kinder der Geschwister der Eltern aber wohl. Obwohl nach den Irokesen benannt, wird das System heute in vielen Gesellschaften verwendet, z. B. in Teilen Sri Lankas und Indiens sowie diversen Indianerstämmen Nordamerikas. Das unter den ca. 250 Millionen Hindi in Indien verwendete Verwandtschaftssystem entspricht dem Irokesensystem mit nur leichten Abwandlungen.

### Crowsystem
Das Verwandtschaftssystem ist nach den Crowindianern aus Montana benannt, wird jedoch in vielen Gesellschaften der Welt verwendet, so auch bei anderen Indianerstämmen z. B. den Hopi und den Navajo. Ähnlich dem Irokesensystem, jedoch wird im Crowsystem auf der väterlichen Seite nicht mehr nach Generation oder Alter, sondern nur noch nach Geschlecht differenziert. Das Crowsystem ist ein matrilineares System, das mehr Gewicht auf eine genaue Beschreibung der Mutterlinie legt, während die Vaterlinie eher ungenau ist. So wird väterlicherseits kaum zwischen Onkel, Großvater oder Urgroßvater unterschieden.

### Omahasystem
Das System ist dem Crowsystem sehr ähnlich, jedoch auf die väterliche anstatt die mütterliche Linie ausgelegt, also patrilinear.

### Eskimosystem
Das Eskimosystem wird von den meisten westlichen Gesellschaften verwendet (z. B. auch im deutschen Sprachraum) und insgesamt von ca. 10 % der Weltbevölkerung. Das Eskimosystem ist ein kognatisches Verwandtschaftssystem und unterscheidet nicht zwischen mütterlicher und väterlicher Linie. Geschwister der Eltern heißen immer „Onkel“ oder „Tante“, deren Kinder immer „Cousin(e)“. Eltern der Eltern heißen immer „Großvater“ oder „Großmutter“, weswegen bei der Notwendigkeit genauerer Beschreibung zu Hilfskonstrukten wie „Großvater mütterlicherseits“ zurückgegriffen werden muss.
Das Eskimosystem betont die Kernfamilie, indem es die Eltern und Geschwister sehr genau unterscheidet (es gibt nur eine Mutter und nur einen Vater), aber bei entfernteren Verwandten sehr ungenau wird. Diese Ungenauigkeit geht sogar so weit, dass in einigen Sprachen, in denen das System verwendet wird, nicht einmal zwischen dem Geschlecht der Kinder der Geschwister der Eltern unterschieden wird. So gibt es im Englischen nur ein Wort für Cousine und Cousin, nämlich „cousin“. Der Satz „My cousin lives in London“ sagt also weder aus, ob die Person männlich oder weiblich ist, noch ob sie das Kind eines Bruders oder einer Schwester eines Elternteils ist, noch aus welcher Elternlinie die Person abstammt.

### Hawaiisches System
Das hawaiische System ist mit das Einfachste der Verwandtschaftssysteme, da es nur nach Generation und Geschlecht unterscheidet. Alle weiblichen Verwandten aus der Generation der Mutter werden „Mutter“ genannt, alle männlichen „Vater“. Alle Verwandten der eigenen Generation sind „Schwestern“ oder „Brüder“, also auch Personen, die nach z. B. dem Eskimosystem „Cousins“ sind.

### Sudanesisches System
Das sudanesische System ist recht genau in den Verwandtschaftsbeziehungen. Geschwister der Eltern haben eigene Namen, es wird also zwischen Onkeln und Tanten väterlicherseits und mütterlicherseits unterschieden. Auch deren Kinder werden unterschiedlich benannt, sodass für Cousins alleine acht verschiedene Begriffe existieren. Benannt nach dem Sudan, wurde das System auch im antiken Rom verwendet, heute ist es verbreitet in arabischen Gesellschaften, teilweise in der Türkei und Bulgarien sowie in weiten Teilen Chinas.